# Alcochete
Alcochete là một huyện thuộc tỉnh Setúbal, Bồ Đào Nha. Huyện này có diện tích 133 km², dân số thời điểm năm 2001 là 13010 người.